# Recitativo
A recitativo (olasz nyelven jelentése énekbeszéd) zenei fogalom. Szólisztikus hangszerkíséretes énekbeszédet jelöl, amely a 17. században, az olasz operával összefüggésben alakult ki. Olyan kötetlen éneklési módot jelent, amelyet a kottában zenei hangok jeleznek, de időbeli beosztását – tempóját, ritmusát, hangsúlyait – kizárólag az adott szöveg határozza meg. Ennek megfelelően kötetlen ritmus, szillabikus szövegkezelés és gondos prozódia jellemzi. Elsődleges funkciója volt, hogy a zenei részek között meggyorsítsa a cselekmény folyamatát. Amint az opera fejlődése során kialakulnak az áriaformák, dramaturgiailag is szétvált a kettő. A recitativo vált a cselekmény hordozójává, míg az ária ennek érzelmi reflexiójává.

## Típusai
Két alapvető típusa létezik:
- recitativo secco (azaz száraz), vagyis csupán akkordikus continuo (csembaló, később csembaló és gordonka, a 19. századtól néha zongora és nagybőgő) nyújt alátámasztást. A 17-18. század opera- és oratóriumirodalmára jellemző. Ritmusát kizárólag a szöveg rövid-hosszú szótagjainak váltakozása határozza meg és az énekes döntésén múlik.
- recitativo accompagnato (azaz kíséretes), vagy stromentato (hangszeres) amikor az énekest már zenekar kíséri. Énekszólama dallamosabb, kísérete kidolgozott, motivikusan szőtt zenei anyag, általában zenekarra. A 17. század óta alkalmazzák, a drámai kifejezés árnyaltabb eszközeként.